# けんもほろろ
『けんもほろろ』は、ハトポポコによる日本の4コマ漫画作品。『まんがライフオリジナル』（竹書房）2010年10月号に初掲載後、2011年2月号から4月号までのゲスト連載を経て、2011年9月号から2016年11月号まで連載された。「女子高生である日々。」をテーマに共学校の女子高生20人の織りなす日常会話を描く「癒され系スクール4コマ」である。番外編として「林森さんの9か月」があり、単行本に合わせて収録されている。単行本は全4巻。 

## 登場人物
共学校であるため男女ともにいるが、紺谷の知り合いの男子以外はほとんど女子のみが登場する。また回を重ねるにつれて登場人物のグループがある程度分かれており、2巻の人物紹介ページでは明確に分類されている。なお、1巻冒頭では「普通／変人」ゲージ、3巻冒頭では「心がキレイ度」ゲージ、4巻冒頭では「正気／正気じゃない」ゲージで登場人物たちが列挙されているが、キャラクターの変人度をほぼ反映している1巻のゲージに比べ、3・4巻のゲージは必ずしも作中登場人物の言動の毒気や異常さを反映していない。ただし、巻が進むにつれて「妄念に憑かれ」「正気を失っていった」佐々木ユミのような事例も含まれる。
なお登場する女子たちは、ハトポポコ作品に多々見られる「円錐形体型」の持ち主であり、上半身ブラジャー姿になるなどの露骨な脱衣シーンでも女性的な体型は見受けられず、かえってギャグシークエンスに陥る（女性らしさのある体型の持ち主は担任の先生のみ）。
本項では2巻巻頭のグループ名別に紹介する。

### 「地味2人」
地味な割には、先生をおちょくる失礼な発言を連発するなど、なかなか毒の強いコンビ。
花村
ロングヘアーの女子。左眼下に泣きぼくろがある。谷川とは毎回シュールなトークを繰り広げる。ツッコミ役になることが多い。
谷川
お下げが特徴の女子。毎回シュールなトークを繰り広げる。言葉の端々に性格の悪さが見て取れる。

### 「心の友よ」
登場人物の中でもソフトな電波系ぶりが際立つコンビで、ツッコミが入らない脳天気な会話や突拍子もない行動を勢いよく繰り広げる。いきなりキスをしたり、脱いだり脱がせたりするほど（百合的に）仲が良い。
青木みどり
感性の変わっている女子。村井とは「心の友」であり、能天気な話題を繰り広げている。また、村井を「マーちゃん」と呼んでいる。
村井マキ
長髪の女子で、普段は青木と話しており、「あっちゃん」と呼んでいる。彼女もまた変わった感性を持っていて、青木の話にどこまでも乗っかる。

### 「三つ編みズ」
三つ編み女子コンビ。別に姉妹ではないが、髪の色とそばかすの有無以外、見た目の区別がつかない。青木・村井コンビに次ぐ、電波系会話コンビ。
唐沢
三つ編みの女子（黒髪）。毎回シュールなトークを繰り広げる。なぜか日本国憲法を全文暗記している。
高津
三つ編みの女子（金髪）。顔にそばかすあり。唐沢の出す話題にどこまでも乗る。

### 「佐々木の依存先」
佐々木ユミ
179cmと長身の女子で、女子の中では一番背が高い。成績はかなり良い。極度のコミュ障らしく、話し方はどこかぎこちない。一人でいるため、友達が欲しいと思っているにもかかわらず周囲の一部から一匹狼であると勘違いをされている。基本的に孤独であるが、ひょんなことから小清水と三谷とは交流もとい依存している（依存が行き過ぎて小清水に対してはヤンデレ傾向を見せ、巻が進むにつれて小清水への言動が異常になってきている）。ファッションセンスもおかしい。単行本2巻の帯では「隠れ人気キャラ」と評されている。19話と38話にて中学生時代が描かれており、当時は友達（阿部）がいた。
三谷
大きな目に猫口の妙な女子。女子生徒であるが誰に対してもエロ話やセクハラを平然と仕掛け、周囲から引かれることも多い（結果、小清水から殴られること多々あり）。佐々木に対しても何度か実行に移している。佐々木のひとりぼっちを指摘してしまった張本人。佐々木からは一応友達扱いされているが扱いが軽い。
小清水マリ
目つきは悪いが常識人の女子。しばしば三谷が佐々木にちょっかいをかけるのを止めるが、その結果、佐々木から恋愛の情ともとれる親愛の表現をたびたび連発され、異常なまでに依存されて困惑させられている。怖い話が苦手。

### 「丹野さんがんばれ」
丹野
セミショートでストレートの女子。大きく丸い眼を眠たげに半眼にしている。クラスでいちばんおしゃれと言われている。1巻冒頭の登場人物「普通／変人」ゲージではもっとも普通側に位置する常識人であるため、周囲の奇人たちに振り回される立場。小学3年生の弟がいるという。4巻で、BL本の隠れ愛読者であることが露見した。
紺谷
メガネをかけた黒髪の女子。登場人物の中でも一見落ち着いた外見だが内面は毒が強く、ろくでもないことを考え、平然と言う。モテる者に対する妬みが激しい。ショタコンの気があると自ら公言しており、小学生男子の話になると露骨に興奮した様子を見せる。丹野の弟について「いろいろ教えて汚したい」などと危険発言を発したことも。
霜村優子
猫目の女子。口から八重歯がのぞいている。ポジティブ思考の持ち主で、いつも明るい。思ったことを即行動に移すタイプ。時々周囲がついていけなくなる電波な発言をすることも。

### 「寝る前電話してる」
森本
ピンク髪の女子。仲村以外の人物との会話シーンも多い。家が裕福でそれを自慢することも多く、見た目の良さに反して性格が天然にすこぶる悪い。特技は腹話術。1巻表紙ではごろごろ積み重なった女子高生たちの山の上にちょこんと腰かけていた。
仲村
ショートヘアの女子。登場人物の中でも特に常識人で、森本など変人たちへのツッコミ役。虫が苦手。

### 「実は仲良しグループ」
南野
セミロングの女子。常に緊張ぎみで、話し方も特徴的。中西を始め周囲の突拍子もない質問に振り回されている。
中西
ウェーブヘアーの女子。周囲からは憧れのまなざしを向けられる容姿の持ち主だが、感性はややずれている。「ブラが好きじゃない」という理由でノーブラである。

### 「リベロ」
斎藤
常に目が半目の女子。特定の誰かと行動するということはなく様々な人物とのやりとりが見られる。言動の端々にも自由奔放さがうかがえる。自爆行為を含むフリーダムな行動や不条理発言で状況をかき回す。1巻冒頭の「普通／変人」ゲージでは、青木・村井コンビや森本と並んで「変人」側の筆頭。

### 「一匹狼」
安達
短髪の女子。たいてい森本とのコンビで登場する。可愛さの反面、よく毒舌を吐く（もっとも、森本の無神経発言へのツッコミが多い）。

### その他
先生
担任の妙齢女性教師（29歳・独身）。おっとりとした外見の大人の女性。生徒のことを知ろうと会話に参加したり、変わったあだ名で呼ばれる斎藤のことを心配したり、森本が花火を持ち込んだ時には没収するなどそれなりに教育熱心な先生。しかし年齢や加齢による老化などをネタにされると、仕返しに抜き打ちテストを出して反撃するという一面もある。
林森
「林森さんの9か月」に単独で初登場し、26話から本編にも登場。地面と平行に結んだ髪が特徴的。愛読書はまんがライフ。
松本
「林森さんの9か月」4月編にて初登場し、26話から本編にも登場。林森と常に行動している。
阿部
19話、38話に登場。佐々木の中学生時代の友達。佐々木の悩み相談に乗るが、全くアドバイスになっていないことばかり話す。
以下は作品の初期、設定が固まっていない時期に単発で登場したキャラクターである。
小西
原作初期に登場。主に森本とコンビを組んで登場しわざとらしい三文芝居を繰り広げていたが、17話以降長らく出番が無く登場人物紹介からも外されていた。その後57話と70話に再登場したが、初期のハイテンションなノリは無くなり冷静なキャラクターとして登場し、かつてコンビを組んでいた森本からは「抜群のユーモアセンスを誇る小西ちゃん」と紹介された。
外村
1巻の人物紹介に載っているものの、出番はほとんどない。
高山
0話のみ登場。
加藤夏希
2話のみ登場。ポジティブ思考。
紺谷の幼馴染
11話のみ登場の男子生徒。紺谷がショタコンぶりを語る際の例にされる。
達海里子
13話のみ登場。三谷のセクハラに平気で乗っかる。

## 単行本
- ハトポポコ『けんもほろろ』 竹書房〈バンブーコミックス〉、全4巻
  1. 2013年4月29日初版発行（2013年4月15日発売[2]）、ISBN 978-4-8124-8149-3
  2. 2014年3月13日初版発行（2014年2月27日発売[3]）、ISBN 978-4-8124-8521-7
  3. 2015年8月10日初版発行（2015年7月27日発売[4]）、ISBN 978-4-8019-5312-3
  4. 2016年12月26日発売、ISBN 978-4-8019-5718-3